# Eumorpha achemon
The Achemon sphinx (Eumorpha achemon) là một loài bướm đêm thuộc họ Sphingidae. Loài này có ở Maine phía tây đến North Dakota, Manitoba và miền nam Oregon và phía nam đến miền nam Florida, phía tây đến miền nam California và México.
Sải cánh dài 87–97 mm. 
Con trưởng thành bay từ tháng 6 đến tháng 8 làm một đợt in phần phía bắc của the range. There are two generations con trưởng thành bay từ tháng 5 đến tháng 8 in the south. Adults feed on the mật nhiều loài hoa, bao gồm Lonicera japonica, Petunia hybrida, Philadelphus coronarius và Phlox.
Larvae are known to feed on Vitis, Parthenocissus quinquefolia, grape và Ampelopsis species. 

## Hình ảnh

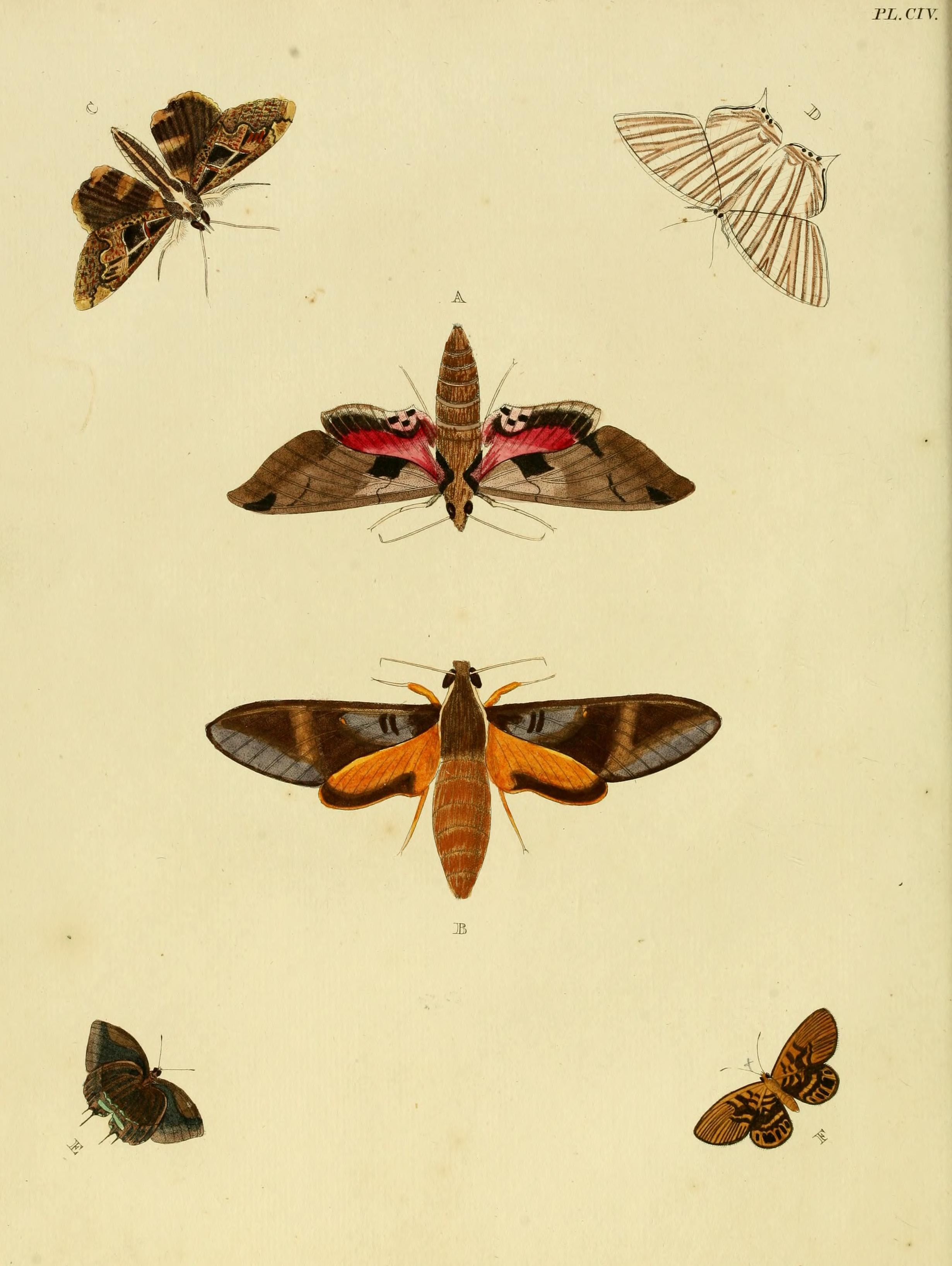
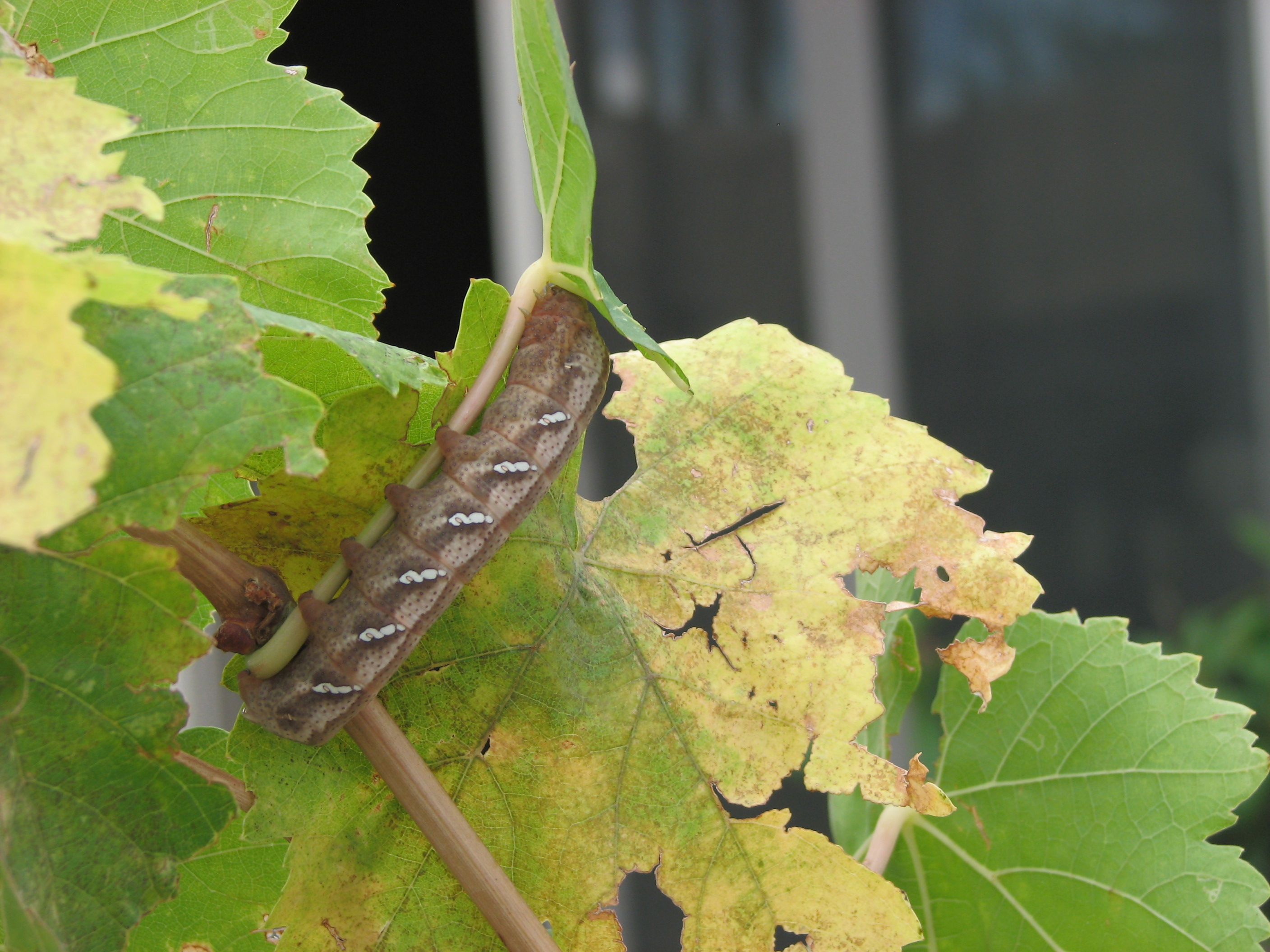
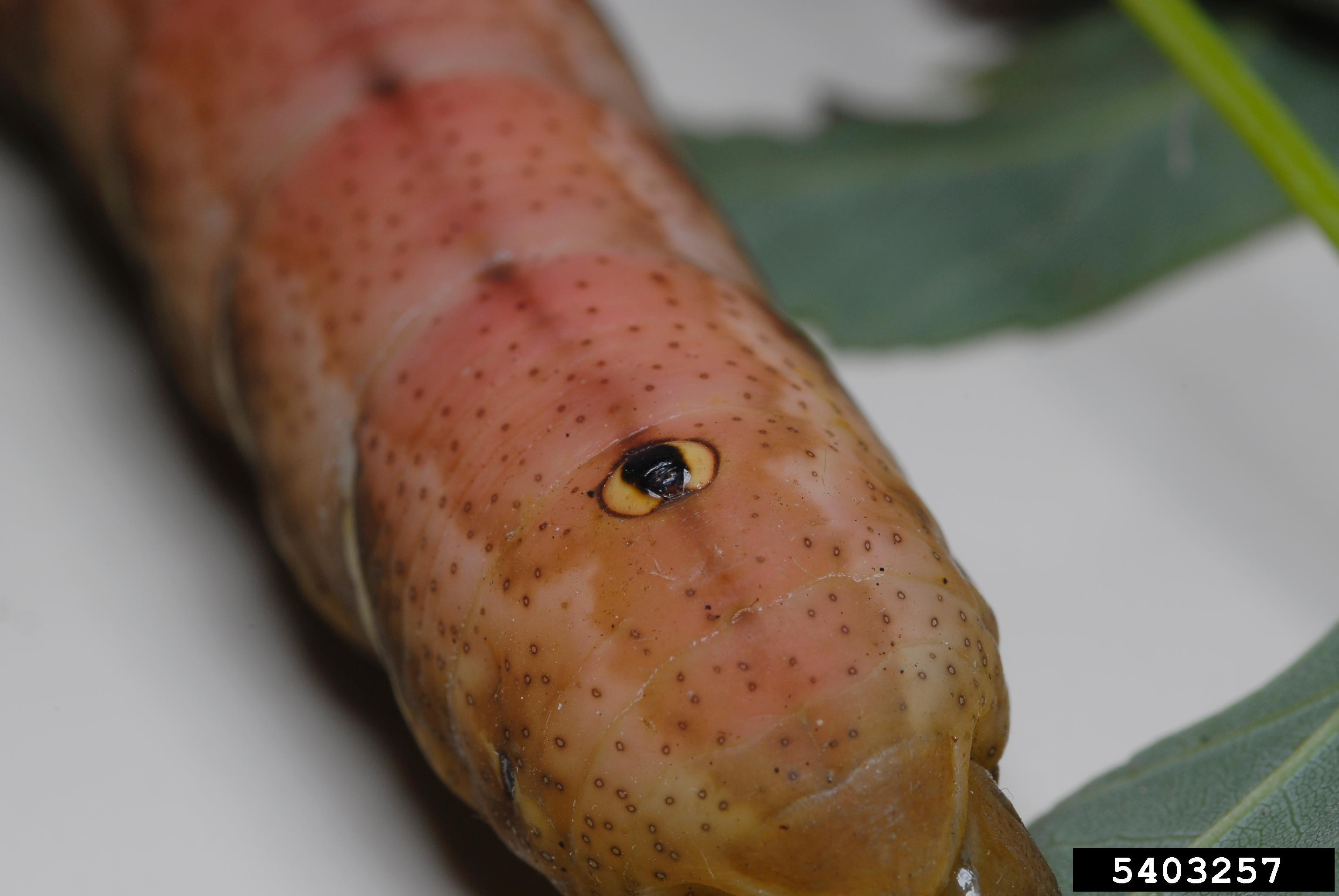
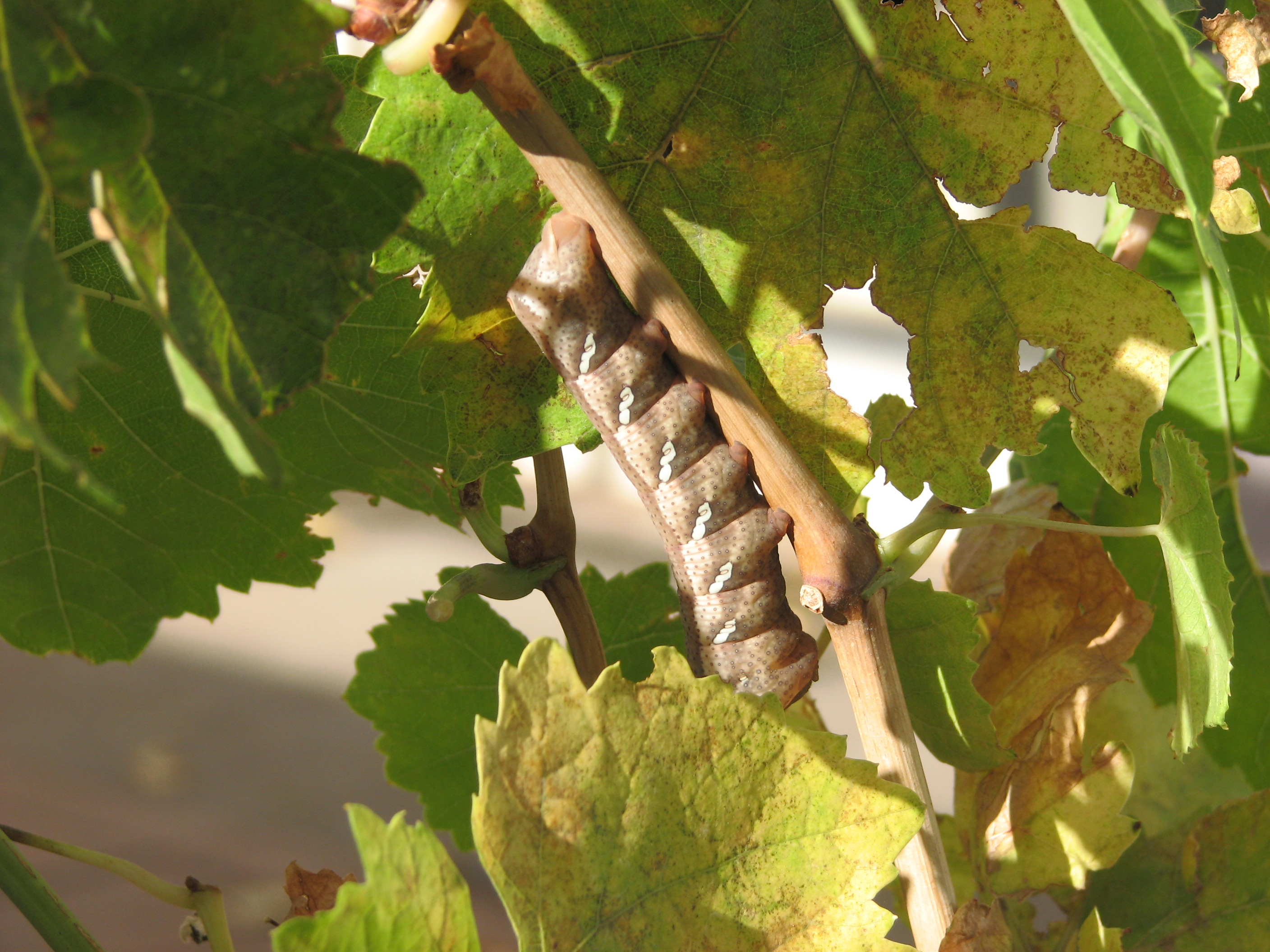
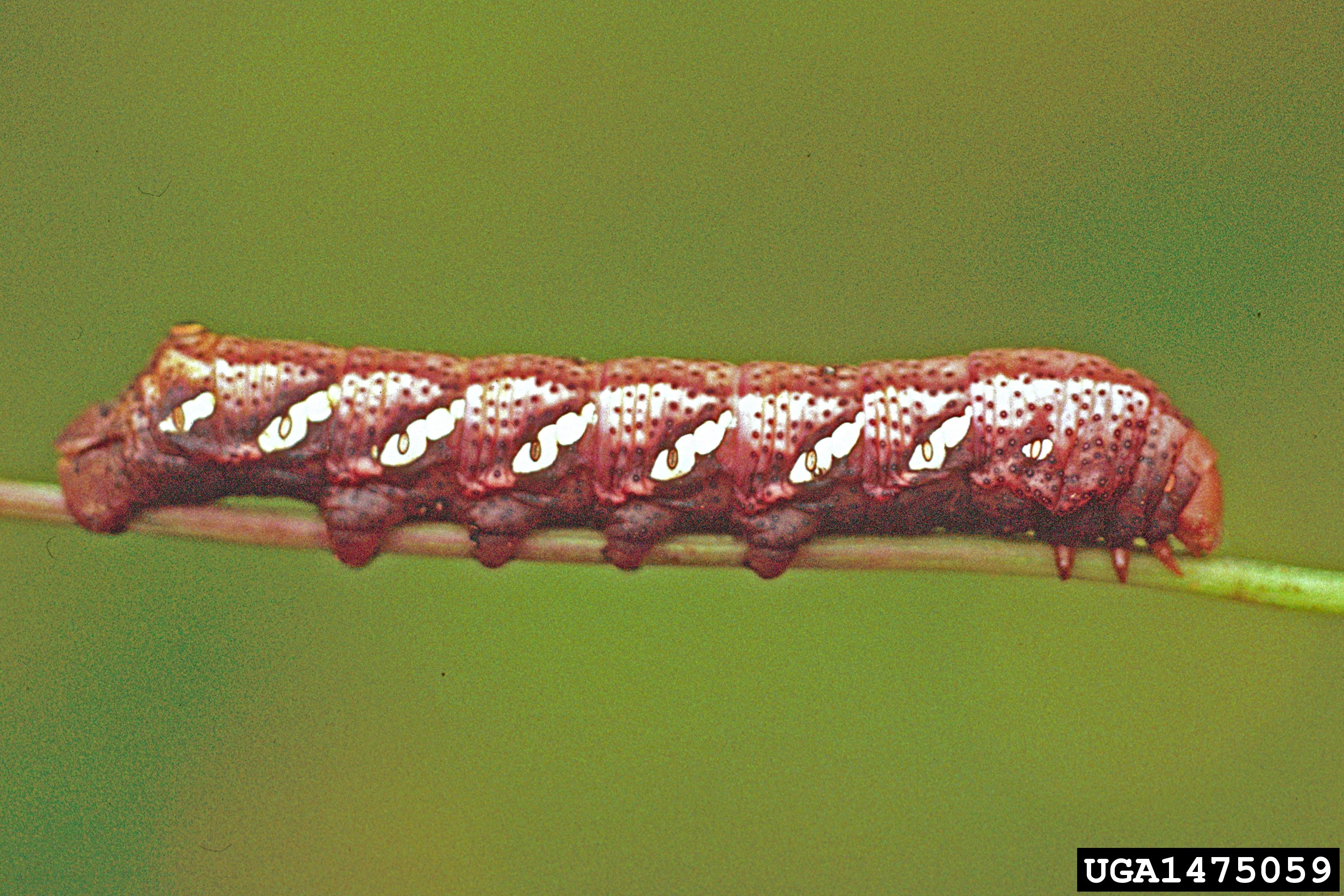

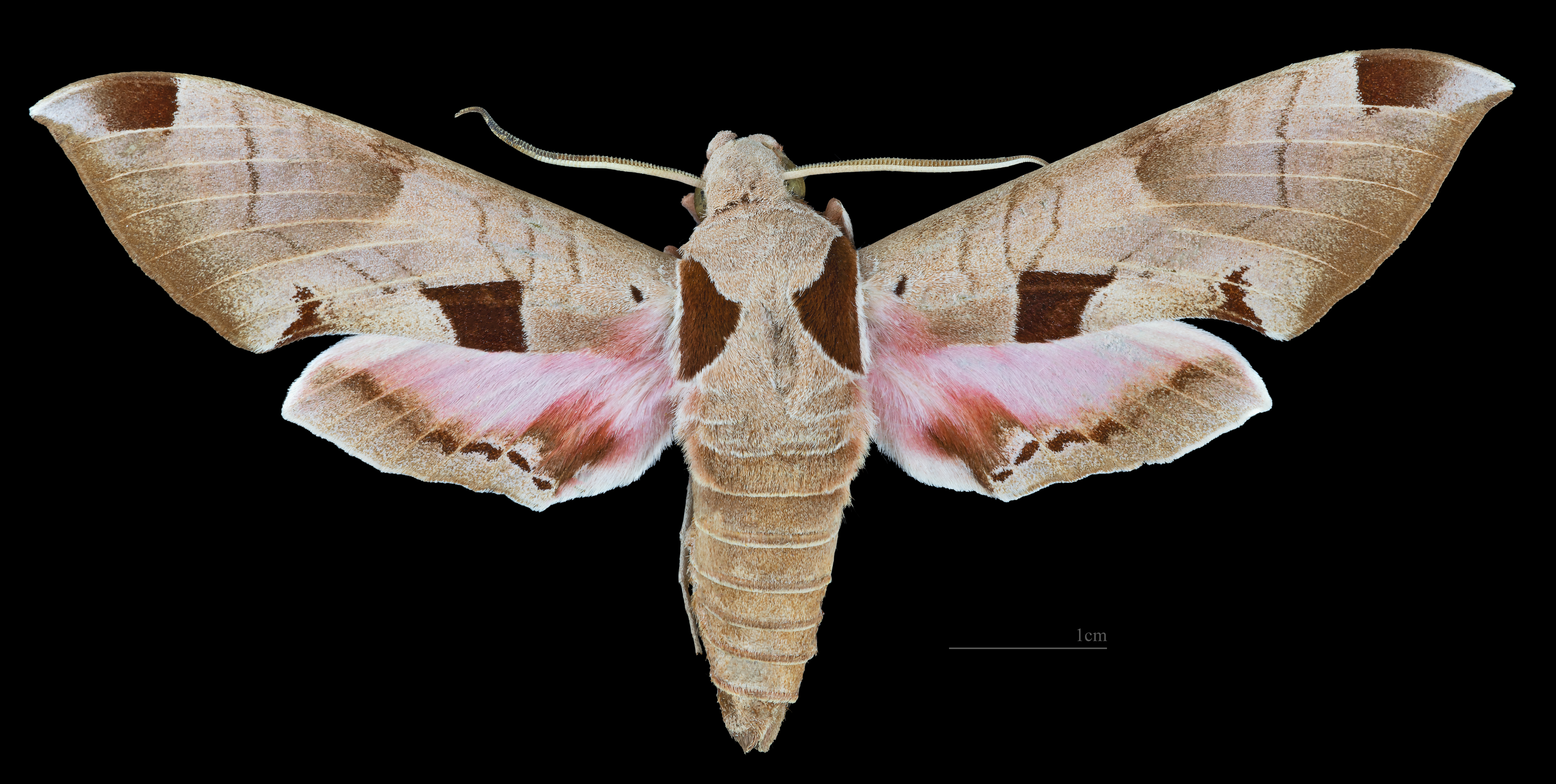
Eumorpha achemon ♂
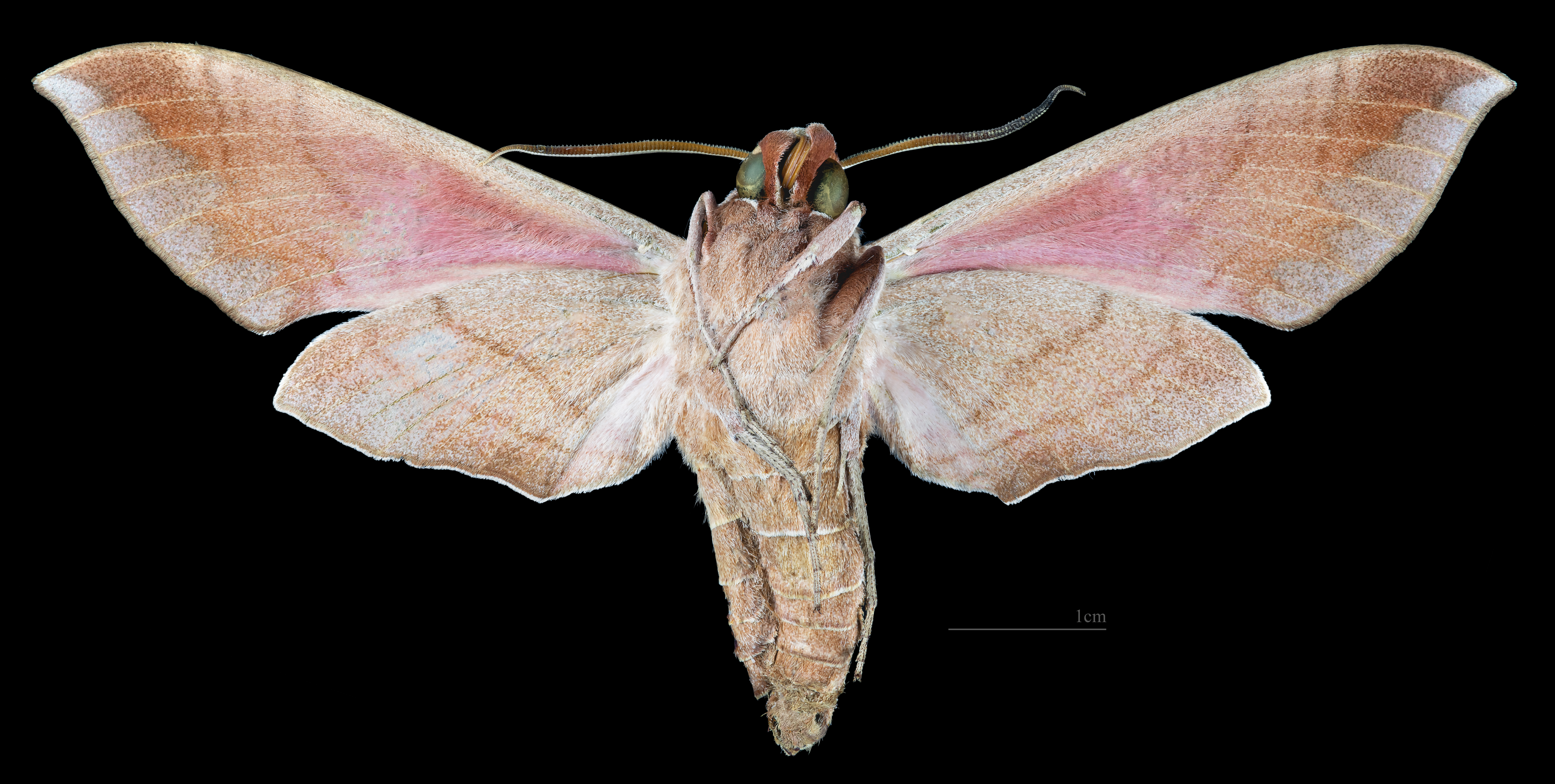
Eumorpha achemon ♂ △